# Canariella pthonera
Canariella pthonera es una especie de molusco gasterópodo de la familia Hygromiidae en el orden de los Stylommatophora.

## Distribución geográfica
Es endémica de las Islas Canarias.